# Dextre (unité)
Pour les articles homonymes, voir Dextre.
Le dextre est une unité de mesure médiévale attestée dès le Xe siècle dans les sources du Roussillon et en Catalogne, mais qui semble disparaître après le XIe siècle. Avec le demi-dextre, il sert à la mesure des terrains agricoles.
Le dextre entre dans le même système de mesure que l'aune et le pied. Un texte du XIe siècle indique ainsi que le dextre contient 6 aunes et 2 pieds.
Les valeurs métriques du dextre varient beaucoup selon les chercheurs, qu'ils soient français ou espagnols :
- Dans le Roussillon, il serait égal à 7,768 mètres[1].
- En Bas-Languedoc au XIe siècle, il vaut environ 6 mètres[2].
- En Catalogne il vaut entre 2,76 mètres et 2,88 mètres. Manuel Riu[3] propose d'en faire la moyenne et de le fixer à 2,82 mètres.